# Cedarpelta
Cedarpelta („cedrový štít“) je rod ptakopánvého dinosaura ze skupiny ankylosauridů. Zahrnuje jediný dosud popsaný druh (C. bilbeyhallorum), stanovený v roce 2001 paleontologem Kennethem Carpenterem a jeho kolegy.

## Popis
Cedarpelta žila v období spodní křídy na území dnešního západu kontinentu Severní Ameriky (stát Utah). Zkameněliny tohoto obrněného dinosaura byly objeveny roku 1990 S. A. Bilbeyovou a E. Hallem (odtud druhové jméno). Pochází ze sedimentů souvrství Cedar Mountain a mají stáří asi 116 až 109 milionů let. Holotyp s označením CEUM 12360 představuje fragmentárně zachovalou nekompletní lebku. Cedarpelta patřila k velkým ankylosaurům, Gregory S. Paul v roce 2010 odhadl délku tohoto tyreofora na 7 metrů a hmotnost na 5 tun. Paleontolog Thomas R. Holtz, Jr. odhaduje jeho délku dokonce na 9 metrů. Samotná lebka měřila na délku asi 60 cm.

## Systematika
Rod Cedarpelta by zástupcem čeledi Ankylosauridae. Mezi nejbližší příbuzné rody cedarpelty patřil zřejmě bazální ankylosaur Gastonia, žijící zhruba ve stejné oblasti o 10 až 15 milionů let dříve.